# 대구일과학고등학교
대구일과학고등학교(大邱一科學高等學校)는 대한민국 대구광역시 동구 각산동에 있는 공립 과학고등학교이다.

## 학교 연혁
- 2009년 11월 3일 : (가칭)동대구과학고등학교 설립인가(12학급 240명)
- 2010년 4월 23일 : 시교육청 교명선정위원회에서 교명을   ‘동대구과학고등학교’  로 정함
- 2010년 12월 21일 : 제192회 대구광역시의회에서 교명이   ‘대구일과학고등학교’  로 확정
- 2011년 3월 1일 : 초대 신탁범 교장 취임
- 2011년 3월 4일 : 제1회 입학식(남 54명, 여 26명 계 80명)
- 2011년 10월 4일 : 제1회 개교기념식
- 2013년 2월 8일 : 제1회 졸업식(남 46명, 여 19명 계 65명)
- 2013년 3월 1일 : 대구광역시교육청지정 융합인재교육영역 연구·시범학교(~2015.02.)
- 2022년 1월 28일 : 제10회 졸업식(남 63명, 여 9명 계 72명, 총계 718명)
- 2022년 3월 1일 : 제5대 장미옥 교장 취임
- 2022년 3월 2일 : 제12회 입학식(남 61명, 여 20명 계 81명)

## 설치 학과
- 과학과

## 참고 자료
- 대구일과학고등학교 - 한국교육학술정보원 학교알리미